# HR 858
HR 858 é uma estrela binária na constelação de Fornax. A estrela primária tem uma magnitude aparente visual de 6,38, estando próxima do limite de visibilidade a olho nu. Com base em medições de paralaxe pela sonda Gaia, o sistema está a um distância de aproximadamente 103 anos-luz (32 parsecs) da Terra.
A estrela primária do sistema é uma estrela de classe F da sequência principal com um tipo espectral de F6V, enquanto a estrela secundária é uma anã vermelha a uma separação de aproximadamente 300 unidades astronômicas. Em 2019, foi anunciada a descoberta de um sistema planetário de três super-Terras orbitando a estrela primária, detectadas pelo método de trânsito com observações da sonda TESS.

## Sistema estelar
A estrela primária do sistema, designada HR 858 A ou apenas HR 858, domina o fluxo do sistema e é uma estrela de classe F da sequência principal levemente evoluída com um tipo espectral de F6V. A partir de seu espectro, calcula-se uma temperatura efetiva de cerca de 6 200 K e uma metalicidade um pouco inferior à solar, com um valor [Fe/H] igual a −0,14 ± 0,08 dex. A distância, magnitude e espectro são consistentes com uma massa de 1,15 vezes a massa solar, um raio de 1,31 vezes o raio solar e uma luminosidade de 2,35 vezes a luminosidade solar. A estrela possui uma rotação moderamente rápida, com uma velocidade de rotação projetada de 8,3 km/s.
Observações astrométricas pela sonda Gaia mostraram que uma estrela de magnitude 16,0 (banda G), a uma separação de 8,4 segundos de arco, possui movimento próprio e distância similares a HR 858, formando um sistema binário com uma separação projetada de 270 unidades astronômicas. Designada HR 858 B, essa estrela é uma anã vermelha de classe M e tem um raio estimado em apenas 17% do raio solar. A partir da diferença de seu movimento próprio, sua órbita parece estar desalinhada da órbita dos planetas em pelo menos 40 graus. Isso ainda é bastante incerto, e essa diferença pode ser apenas resultado de erros sistemáticos nas medições—devido à grande diferença de brilho entre as estrelas ou se HR 858 B for por sua vez uma binária próxima.
Em cerca de 9000 anos, o sistema HR 858 vai ter um encontro próximo com TYC 7012-885-1, que também é uma estrela binária. A distância mínima estimada entre os sistemas será de aproximadamente 80000 UA, com uma chance de 1% de chegar a menos de 10000 UA.

## Sistema planetário
Esta estrela esteve dentro dos setores de observação 3 e 4 da missão primária da sonda TESS, tendo sido observada entre 20 de setembro e 14 de novembro de 2018 com cadência de 2 minutos (setor 4) e 30 minutos (setor 3). Uma verificação automática da curva de luz obtida detectou duas quedas periódicas no brilho da estrela, se repetindo a cada 3,59 e 5,98 dias, possivelmente causadas pelos trânsitos de dois planetas. Um modelamento mais detalhado da curva de luz, levando em consideração diferentes efeitos sistemáticos, detectou um terceiro sinal com período de 11,23 dias. Uma análise envolvendo diferentes cenários que poderiam gerar as quedas de brilho observadas mostrou que esses três sinais quase certamente correspondem aos trânsitos de três planetas orbitando a estrela primária, HR 858 A, com chance de falsa detecção inferior a 0,1% para cada planeta, validando suas existências.
Os três planetas formam um sistema bem compacto, todos orbitando a estrela a distâncias entre 5% e 10% da distância entre a Terra o Sol, com períodos orbitais de 3,59, 5,97 e 11,23 dias. Os três possuem aproximadamente o dobro do tamanho da Terra, sendo considerados super-Terras. Suas massas ainda são desconhecidas, e provavelmente poderão ser determinadas por medições de velocidade radial. Os planetas b e c possuem razão de período diferindo em apenas 0,03% da razão 3:5, podendo estar em uma ressonância orbital. A temperatura de equilíbrio dos planetas varia entre 1080 e 1570 K.
A arquitetura do sistema HR 858 é similar a muitos sistemas compactos descobertos pela sonda Kepler, mas a estrela é muito mais brilhante, cumprindo o objetivo da sonda TESS de estender os resultados da Kepler para estrelas brilhantes de todo o céu. Na época da descoberta de seus planetas, HR 858 era a quarta estrela mais brilhante possuindo pelo menos um planeta em trânsito (atrás de HD 219134, Pi Mensae e 55 Cancri), e a mais brilhante com três ou mais planetas em trânsito.
| Planeta | Massa | Raio                  | Semieixo maior (UA)   | Período orbital (dias)   | Excentricidade | Inclinação        |
| ------- | ----- | --------------------- | --------------------- | ------------------------ | -------------- | ----------------- |
| b       | —     | 2,085+0,068 −0,064 R⊕ | 0,0480+0,0010 −0,0011 | 3,58599 ± 0,00015        | <0,30          | 85,50+1,5 −0,50°  |
| c       | —     | 1,939 ± 0,069 R⊕      | 0,0674+0,0014 −0,0016 | 5,97293+0,00060 −0,00053 | <0,19          | 86,23 ± 0,26°     |
| d       | —     | 2,164+0,086 −0,083 R⊕ | 0,1027+0,0022 −0,0025 | 11,2300+0,0011 −0,0010   | <0,28          | 87,43+0,18 −0,19° |